# Округ Бун (Арканзас)
Округ Бун (енгл. Boone County) је округ у америчкој савезној држави Арканзас. По попису из 2010. године број становника је 36.903. Седиште округа је град Harrison.

## Демографија
Према попису становништва из 2010. у округу је живело 36.903 становника, што је 2.955 (8,7%) становника више него 2000. године.
| Група             | 2000.          | 2010.          |
| Белци             | 32.907 (96,9%) | 35.139 (95,2%) |
| Афроамериканци    | 39 (0,1%)      | 72 (0,2%)      |
| Азијати           | 108 (0,3%)     | 156 (0,4%)     |
| Хиспаноамериканци | 360 (1,1%)     | 674 (1,8%)     |
| Укупно            | 33.948         | 36.903         |